# アセチルインドキシルオキシダーゼ
アセチルインドキシルオキシダーゼ（acetylindoxyl oxidase）は、トリプトファン代謝酵素の一つで、次の化学反応を触媒する酸化還元酵素である。
N-アセチルインドキシル + O2 {\displaystyle \rightleftharpoons } N-アセチルイサチン + (?)
反応式の通り、この酵素の基質はN-アセチルインドキシルと酸素、生成物はN-アセチルイサチンである。
組織名はN-acetylindoxyl:oxygen oxidoreductaseである。